# Swiftair
Swiftair es una aerolínea española con base en Madrid. Opera vuelos regulares y chárter, tanto de pasajeros como de carga, con destinos en Europa, África, Oriente Medio y Centroamérica.
Se fundó en 1986 e inició su actividad con vuelos de pasajeros con dos aviones. Durante la década de los 90, se expandió y diversificó realizando también vuelos de carga.
En octubre de 2018, la aerolínea adquiere Cygnus Air, incorporando a su flota el Boeing 757 configuración carguero.
En abril de 2019, la aerolínea adquiere la mayoría de las acciones de West Atlantic.
En abril de 2020, Swiftair incorpora su primer Boeing 757F (EC-NIV).
El verano de 2021 comienza a volar Uep!Fly, una compañía filial, que cubre las rutas interislas baleares.

## Rutas y destinos
Realiza vuelos comerciales y de carga tanto en Europa (España, Portugal, Alemania, Francia, Italia, Reino Unido, Bélgica, Países Bajos, Suecia, Noruega, Malta, Hungría, Eslovenia, Estonia, Serbia, Croacia, Rumanía, Polonia, Albania y Grecia) como en África (Marruecos, Senegal, Argelia, Túnez, Costa de Marfil, Togo, Nigeria, Sudán, Mali, Ghana)
Operaba vuelos para Air Europa con la flota ATR-72, conectando las rutas Málaga, Melilla, Asturias, Sevilla, Valencia y Alicante con Madrid. En Baleares conectó también Ibiza, Menorca, Valencia y Alicante con Palma de Mallorca.
La crisis del COVID-19 llevó a Air Europa a cancelar su acuerdo con Swiftair, tras lo cual la compañía decidió retomar las operaciones de pasajeros por cuenta propia mediante la creación de la marca Uep!Fly, que opera vuelos entre las islas Baleares. Entre los planes futuros está el unir las tres islas con la península. En 2023, la filial comenzó un acuerdo de código compartido con Air Europa, permitiendo a ésta comercializar vuelos de Uep!Fly.
Proporciona wet lease a DHL y FedEx Express. 
Asimismo, también realiza vuelos especiales para delegaciones gubernamentales o institucionales o a grupos privados, entre otros la ONU.

## Clientes

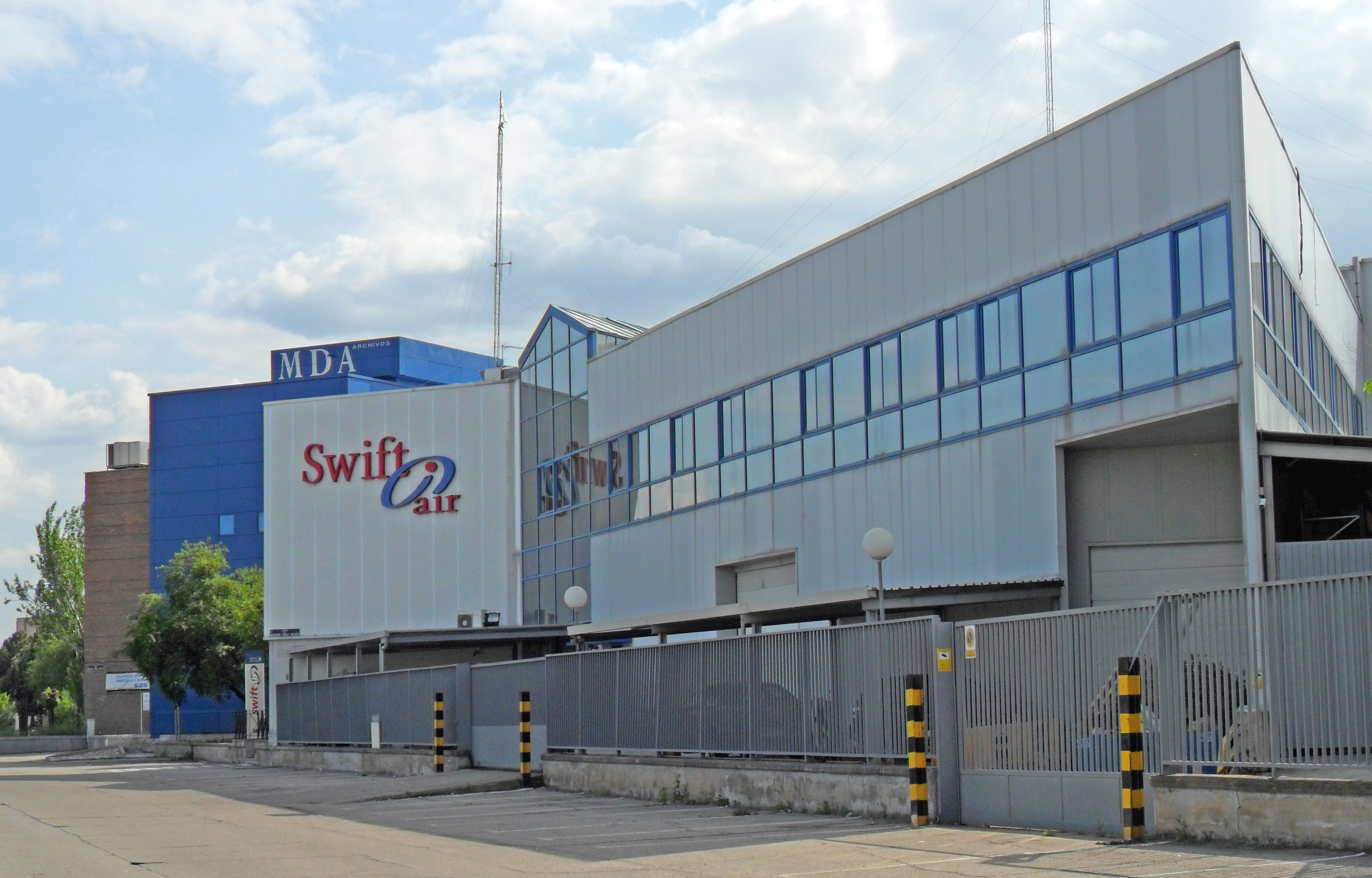
Sede de Swiftair, en Madrid.

Los clientes a los que Swiftair presta servicio son:
- DHL
- FedEx Express
- UPS Airlines
- ONU
- Canaryfly

## Flota

### Flota actual
La flota de Swiftair está formada por las siguientes aeronaves:
| Aeronave         | En servicio | Pedidos | Configuración                                      | Matrículas                                         | Antigüedad                                         | Notas                                              |
| ---------------- | ----------- | ------- | -------------------------------------------------- | -------------------------------------------------- | -------------------------------------------------- | -------------------------------------------------- |
| Airbus A321-200F | 3           | —       | Carga                                              | EC-OPB                                             | 16,5 años                                          |                                                    |
| Airbus A321-200F | 3           | —       | Carga                                              | EC-OHG                                             | 16 años                                            |                                                    |
| Airbus A321-200F | 3           | —       | Carga                                              | EC-OHH                                             | 16 años                                            |                                                    |
| ATR 42           | 4           | —       | Carga                                              | EC-JBN                                             | 34,7 años                                          |                                                    |
| ATR 42           | 4           | —       | Carga                                              | EC-IVP                                             | 34,4 años                                          |                                                    |
| ATR 42           | 4           | —       | Carga                                              | EC-ISX                                             | 34,1 años                                          |                                                    |
| ATR 42           | 4           | —       | Carga                                              | EC-JAD                                             | 32,8 años                                          |                                                    |
| ATR 72           | 18          | —       | Carga                                              | EC-JXF                                             | 36,4 años                                          |                                                    |
| ATR 72           | 18          | —       | Carga                                              | EC-KIZ                                             | 34,6 años                                          |                                                    |
| ATR 72           | 18          | —       | Carga                                              | EC-KJA                                             | 34,5 años                                          |                                                    |
| ATR 72           | 18          | —       | Carga                                              | EC-INV                                             | 33,6 años                                          |                                                    |
| ATR 72           | 18          | —       | Carga                                              | EC-IYH                                             | 32,7 años                                          |                                                    |
| ATR 72           | 18          | —       | Carga                                              | EC-JRP                                             | 30,4 años                                          |                                                    |
| ATR 72           | 18          | —       | Carga                                              | EC-LYJ                                             | 29,4 años                                          |                                                    |
| ATR 72           | 18          | —       | Carga                                              | EC-MKE                                             | 27,9 años                                          |                                                    |
| ATR 72           | 18          | —       | Carga                                              | EC-MIY                                             | 27,9 años                                          |                                                    |
| ATR 72           | 18          | —       | Carga                                              | EC-MAF                                             | 26,3 años                                          |                                                    |
| ATR 72           | 18          | —       | Carga                                              | EC-MEC                                             | 25,8 años                                          |                                                    |
| ATR 72           | 18          | —       | 68                                                 | EC-KKQ                                             | 17,7 años                                          | Operando para Uep! Fly                             |
| ATR 72           | 18          | —       | 68                                                 | EC-KUL                                             | 17 años                                            | Operando para Uep! Fly                             |
| ATR 72           | 18          | —       | 68                                                 | EC-KVI                                             | 16,8 años                                          | Operando para Uep! Fly                             |
| ATR 72           | 18          | —       | Carga                                              | EC-OID                                             | 1 año                                              | Operando para FedEx Feeder                         |
| ATR 72           | 18          | —       | Carga                                              | EC-OIE                                             | 1 año                                              | Operando para FedEx Feeder                         |
| ATR 72           | 18          | —       | Carga                                              | EC-OIF                                             | 0,7 años                                           | Operando para FedEx Feeder                         |
| ATR 72           | 18          | —       | Carga                                              | EC-OJN                                             | 0,6 años                                           | Operando para FedEx Feeder                         |
| Boeing 737-400F  | 5           | —       | Carga                                              | EC-NMK                                             | 34,7 años                                          | Operando para DHL                                  |
| Boeing 737-400F  | 5           | —       | Carga                                              | EC-MEY                                             | 33,6 años                                          | Operando para DHL                                  |
| Boeing 737-400F  | 5           | —       | Carga                                              | EC-NLU                                             | 33,2 años                                          | Operando para DHL                                  |
| Boeing 737-400F  | 5           | —       | Carga                                              | EC-MIE                                             | 32,8 años                                          |                                                    |
| Boeing 737-400F  | 5           | —       | Carga                                              | EC-MNM                                             | 32,8 años                                          |                                                    |
| Boeing 737-800F  | 10          | 3       | Carga                                              | EC-OJX                                             | 25,4 años                                          | Operando para DHL                                  |
| Boeing 737-800F  | 10          | 3       | Carga                                              | EC-IXO                                             | 24,9 años                                          | Operando para DHL                                  |
| Boeing 737-800F  | 10          | 3       | Carga                                              | EC-IXE                                             | 24,8 años                                          | Operando para DHL                                  |
| Boeing 737-800F  | 10          | 3       | Carga                                              | EC-NUG                                             | 24,3 años                                          | Operando para DHL                                  |
| Boeing 737-800F  | 10          | 3       | Carga                                              | EC-OBQ                                             | 23,4 años                                          | Operando para DHL                                  |
| Boeing 737-800F  | 10          | 3       | Carga                                              | EC-NXU                                             | 23 años                                            | Operando para DHL                                  |
| Boeing 737-800F  | 10          | 3       | Carga                                              | EC-OBN                                             | 22,9 años                                          |                                                    |
| Boeing 737-800F  | 10          | 3       | Carga                                              | SE-RLJ                                             | 22,2 años                                          | Arrendado a West Air Sweden                        |
| Boeing 737-800F  | 10          | 3       | Carga                                              | EC-NXV                                             | 21,3 años                                          |                                                    |
| Boeing 737-800F  | 10          | 3       | Carga                                              | EC-NXX                                             | 20,7 años                                          |                                                    |
| Boeing 757-200F  | 3           | —       | Carga                                              | EC-NQJ                                             | 34,8 años                                          |                                                    |
| Boeing 757-200F  | 3           | —       | Carga                                              | EC-NIV                                             | 33,7 años                                          |                                                    |
| Boeing 757-200F  | 3           | —       | Carga                                              | EC-NIU                                             | 33,4 años                                          |                                                    |
| Total            | 43          | 3       | Edad media de la flota (junio de 2025): 25,1 años. | Edad media de la flota (junio de 2025): 25,1 años. | Edad media de la flota (junio de 2025): 25,1 años. | Edad media de la flota (junio de 2025): 25,1 años. |

### Flota histórica
| Aeronaves                       | Total | Introducido | Retirado | Matrículas |
| ------------------------------- | ----- | ----------- | -------- | --- |
| Airbus A300F                    | 1     | 2005        | 2006     | EC-JHO |
| Boeing 727-200F                 | 14    | 1999        | 2012     | EC-IDQ, EC-HBH, EC-HBR, EC-HJV, EC-HLP, EC-IVF, EC-IVE, EC-HAH, EC-IMY, EC-JHU, EC-JHC, EC-HIG, EC-IFC y EC-HHU |
| Boeing 737-300F                 | 8     | 2007        | 2024     | EC-KDY, EC-KLR, EC-KRA, EC-KTZ, EC-KVD, EC-LAC, EC-LJI y EC-LTO                                                 |
| Cessna 208 Caravan              | 4     | 2002        | 2004     | EC-IHD, EC-IKU, EC-IEV y EC-IEX                                                                                 |
| Cessna 206                      | 1     | 1990        | ??       | EC-EXP |
| Convair CV-580                  | 10    | 1995        | 2006     | EC-GDY, EC-HLD, EC-HMR, EC-GSJ, EC-GKH, EC-HJU, EC-GHN, EC-899, EC-GBF y EC-HMS                                 |
| Embraer EMB 120 Brasilia        | 10    | 1999        | 2024     | EC-GQA, EC-HAK, EC-HCF, EC-HFK, EC-HMY, EC-HTS, EC-IMX, EC-JBD, EC-JBE y EC-JKH                                 |
| Fairchild Swearingen Metroliner | 12    | 1990        | 2008     | EC-EZD, EC-EZE, EC-FPC, EC-FSV, EC-FZB, EC-GXE, EC-GYB, EC-FUX, EC-GUS, EC-FXD, EC-GBI y EC-FHB                 |
| McDonnell Douglas MD-83         | 7     | 2005        | 2015     | EC-JJS, EC-JQV, EC-JUF, EC-JUG, EC-KCX, EC-LEY y EC-LTV                                                         |
| McDonnell Douglas MD-87         | 1     | 2009        | 2010     | EC-KSF |
| Piper PA-31 Navajo              | 1     | 1991        | 1992     | EC-FAF |

## Accidentes e incidentes
- 25 de noviembre de 2024 un Boeing 737-400 de carga con matrícula EC-MFE que había salido de Leipzig se estrelló cerca del aeropuerto de Vilna, Lituania, durante la aproximación para el aterrizaje. Uno de los cuatro tripulantes falleció.[7]
- 24 de julio de 2014 un MD-83 que cubría el vuelo AH5017 de Air Algérie perdió el contacto con el aparato, falleciendo 110 pasajeros y 6 tripulantes.[8][9][10]

- 24 de junio de 2013 un ATR 72 que cubría el vuelo regular desde el aeropuerto Adolfo Suárez-Madrid Barajas al de Vigo para la compañía Air Europa tuvo un fuego en motor poco después del despegue. La aeronave aterrizó sin problemas en Madrid y el desembarco se realizó con normalidad.[11]

- 24 de enero de 2012 un MD-83 sufrió daños en la punta del ala derecha durante el aterrizaje en el Aeropuerto de Kandahar.[12]

- 19 de mayo de 1995 un avión modelo Convair CV-580F SCD realizó en el aeropuerto de Vitoria un aterrizaje con el tren de aterrizaje replegado tras una aproximación visual.[13]

- 19 de octubre de 1993 una aeronave modelo Swearingen SA226-TC Metro II aterrizó con la panza en la pista del Aeropuerto de Madrid-Barajas después de que la tripulación olvidara accionar la palanca de bajada del tren.[14]